# トマス・エチェベリー
トマス・エチェベリー（Tomás Etcheverry、1991年2月14日 - ）は、スーペル・ラグビー・アメリカス、ペニャロール・ラグビーに所属するラグビーユニオン選手。

## プロフィール
- ウルグアイ出身[1]。
- ポジションはセンター(CTB)。
- 身長 180cm、体重 79kg
- U20ウルグアイ代表に選ばれたことがある[2]。
- ウルグアイ代表キャップは3（2024年9月現在）。

## 略歴
2021年、ペニャロールに加入。
2024年、パリ2024五輪の7人制ウルグアイ代表に選ばれた。